# Pulnoy
Pulnoy és un municipi francès situat al departament de Meurthe i Mosel·la i a la regió del Gran Est. L'any 2007 tenia 4.607 habitants.

## Demografia

### Població
El 2007 la població de fet de Pulnoy era de 4.607 persones. Hi havia 1.725 famílies, de les quals 338 eren unipersonals (105 homes vivint sols i 233 dones vivint soles), 532 parelles sense fills, 652 parelles amb fills i 203 famílies monoparentals amb fills.
La població ha evolucionat segons el següent gràfic:
Habitants censats

### Habitatges
El 2007 hi havia 1.781 habitatges, 1.755 eren l'habitatge principal de la família, 8 eren segones residències i 18 estaven desocupats. 1.406 eren cases i 371 eren apartaments. Dels 1.755 habitatges principals, 1.209 estaven ocupats pels seus propietaris, 521 estaven llogats i ocupats pels llogaters i 25 estaven cedits a títol gratuït; 9 tenien una cambra, 49 en tenien dues, 182 en tenien tres, 454 en tenien quatre i 1.060 en tenien cinc o més. 1.418 habitatges disposaven pel capbaix d'una plaça de pàrquing. A 889 habitatges hi havia un automòbil i a 718 n'hi havia dos o més.

### Piràmide de població
La piràmide de població per edats i sexe el 2009 era:
| Homes | Edats   | Dones |
| ----- | ------- | ----- |
| 0     | 95 o +  | 0     |
| 0     | 90 a 94 | 4     |
| 8     | 85 a 89 | 12    |
| 4     | 80 a 84 | 20    |
| 28    | 75 a 79 | 24    |
| 44    | 70 a 74 | 44    |
| 108   | 65 a 69 | 112   |
| 108   | 60 a 64 | 80    |
| 100   | 55 a 59 | 96    |
| 228   | 50 a 54 | 196   |
| 244   | 45 a 49 | 272   |
| 192   | 40 a 44 | 216   |
| 112   | 35 a 39 | 200   |
| 152   | 30 a 34 | 144   |
| 120   | 25 a 29 | 124   |
| 116   | 20 a 24 | 192   |
| 260   | 15 a 19 | 188   |
| 280   | 10 a 14 | 188   |
| 208   | 5 a 9   | 140   |
| 132   | 0 a 4   | 116   |

## Economia
El 2007 la població en edat de treballar era de 3.144 persones, 2.214 eren actives i 930 eren inactives. De les 2.214 persones actives 2.008 estaven ocupades (990 homes i 1.018 dones) i 206 estaven aturades (103 homes i 103 dones). De les 930 persones inactives 299 estaven jubilades, 409 estaven estudiant i 222 estaven classificades com a «altres inactius».

### Ingressos
El 2009 a Pulnoy hi havia 1.765 unitats fiscals que integraven 4.542,5 persones, la mediana anual d'ingressos fiscals per persona era de 20.941 €.

### Activitats econòmiques
Dels 205 establiments que hi havia el 2007, 10 eren d'empreses extractives, 1 d'una empresa alimentària, 1 d'una empresa de fabricació de material elèctric, 1 d'una empresa de fabricació d'elements pel transport, 19 d'empreses de fabricació d'altres productes industrials, 38 d'empreses de construcció, 49 d'empreses de comerç i reparació d'automòbils, 6 d'empreses de transport, 7 d'empreses d'hostatgeria i restauració, 4 d'empreses d'informació i comunicació, 5 d'empreses financeres, 8 d'empreses immobiliàries, 17 d'empreses de serveis, 23 d'entitats de l'administració pública i 16 d'empreses classificades com a «altres activitats de serveis».
Dels 44 establiments de servei als particulars que hi havia el 2009, 3 eren tallers de reparació d'automòbils i de material agrícola, 1 autoescola, 4 paletes, 3 guixaires pintors, 6 fusteries, 9 lampisteries, 7 electricistes, 2 empreses de construcció, 3 perruqueries, 1 veterinari, 4 restaurants i 1 agència immobiliària.
Dels 6 establiments comercials que hi havia el 2009, 2 eren fleques, 1 una sabateria, 2 botigues de mobles i 1 una joieria.

## Equipaments sanitaris i escolars
Els 2 equipaments sanitaris que hi havia el 2009 eren farmàcies.
El 2009 hi havia 2 escoles maternals i 2 escoles elementals. Pulnoy disposava d'un col·legi d'educació secundària amb 498 alumnes.

## Poblacions més properes
El següent diagrama mostra les poblacions més properes.